# Phacellanthus tubiflorus
Phacellanthus tubiflorus är en snyltrotsväxtart som beskrevs av Philipp Franz von Siebold och Zucc.. Phacellanthus tubiflorus ingår i släktet Phacellanthus och familjen snyltrotsväxter. Inga underarter finns listade i Catalogue of Life.